# Lennart Herlin
Lennart Albin Herlin, signaturen Tim, född 15 maj 1896 i Tillinge församling, Uppsala län, död 6 maj 1952, var en svensk sportjournalist.
Herlin, som var son till universitetsvaktmästare Gottfrid Herlin och Charlotte Gustafsson, blev redaktionssekreterare i Nordiskt Idrottslif 1919, redaktionssekreterare i Idrottstidningen 1921 och var medarbetare i Dagens Nyheter 1920 och från 1922. Han var en av den svenska pressens främsta experter i brottning, friidrott, orientering, cykel- och skidsport.
Herlin nådde i yngre år som medlem av IF Thor, Uppsala, goda resultat i friidrott och skidlöpning. Han var 1916–1917 sekreterare i Upplands Idrottsförbund samt 1925–1927 styrelseledamot i Svenska Brottningsförbundet. Han var 1924 en av initiativtagarna till Sexdagarsloppet på cykel. Han var hedersledamot i Hammarby IF i Stockholm och i IF Thor i Uppsala.